# Don Schubert
Don Schubert (* 1965) ist ein deutsch-kanadischer Jurist und Drehbuchautor für Film und Fernsehen.

## Leben
Don Schubert studierte Rechtswissenschaft an der Albert-Ludwigs-Universität in Freiburg und arbeitete zwischen 1980 und 2004 als Moderator und freier Journalist, unter anderem bei Radio NRW. Seit 1995 ist er Autor für Kino- und Fernsehfilme, von 2002 bis 2007 war er Dozent für Drehbuchschreiben an der Universität zu Köln.

## Werk
Er wurde durch seine Drehbücher für diverse TV-Produktionen bekannt, darunter eine Krimireihe mit Mariele Millowitsch („Die Stimmen“, „Untreu“ und „Gestern warst Du still“) unter der Regie von Rainer Matsutani, sowie als dramaturgischer Berater der ZDF-Reihe Die Deutschen und Co-Autor von 2057 – Die Welt in 50 Jahren. Anfänglich vor allem für das Privatfernsehen tätig, arbeitet der Autor mittlerweile fast ausschließlich für öffentlich-rechtliche Sender. Vor allem in Zusammenarbeit mit dem ZDF sind Filme entstanden wie Der Mörder meines Vaters (Regie: Urs Egger), Das Duo: Liebestod (Regie: Jörg Grünler), Partnertausch (Regie: Thorsten Schmidt), Lautlose Morde (Regie: Jörg Grünler) und die Folge "Das Meer der Tränen" der Reihe Unter Verdacht.

## Filmografie (Auswahl)
- 2000: 20.13 – Mord im Blitzlicht (Fernsehfilm)
- 2000: Die Frau, die Freundin und der Vergewaltiger
- 2001: Flitterwochen im Treppenhaus
- 2001: Die Frau, die Freundin und der Vergewaltiger/Die Frau, die Freundin und das dunkle Geheimnis (Fernsehfilm)
- 2003: Hai-Alarm auf Mallorca
- 2004: Der Mörder meines Vaters
- 2005: Damals warst du still
- 2007: Das Duo – Liebestod
- 2007: Partnertausch
- 2007: Der geheimnisvolle Schwiegersohn
- 2007: Partnertausch
- 2008: Dekker & Adi – Wer bremst verliert!
- 2009: Lautlose Morde
- 2011: Kebab mit Alles
- 2011: Unter Verdacht – Die elegante Lösung
- 2014: Die Pilgerin (TV-Zweiteiler)
- 2017: Kebab extra scharf!
- 2018: Blind ermittelt – Die toten Mädchen von Wien
- 2018: Rudi Assauer – Macher. Mensch. Legende.
- 2019: Blind ermittelt – Das Haus der Lügen (Der Feuerteufel von Wien)